# Ла-Рейна

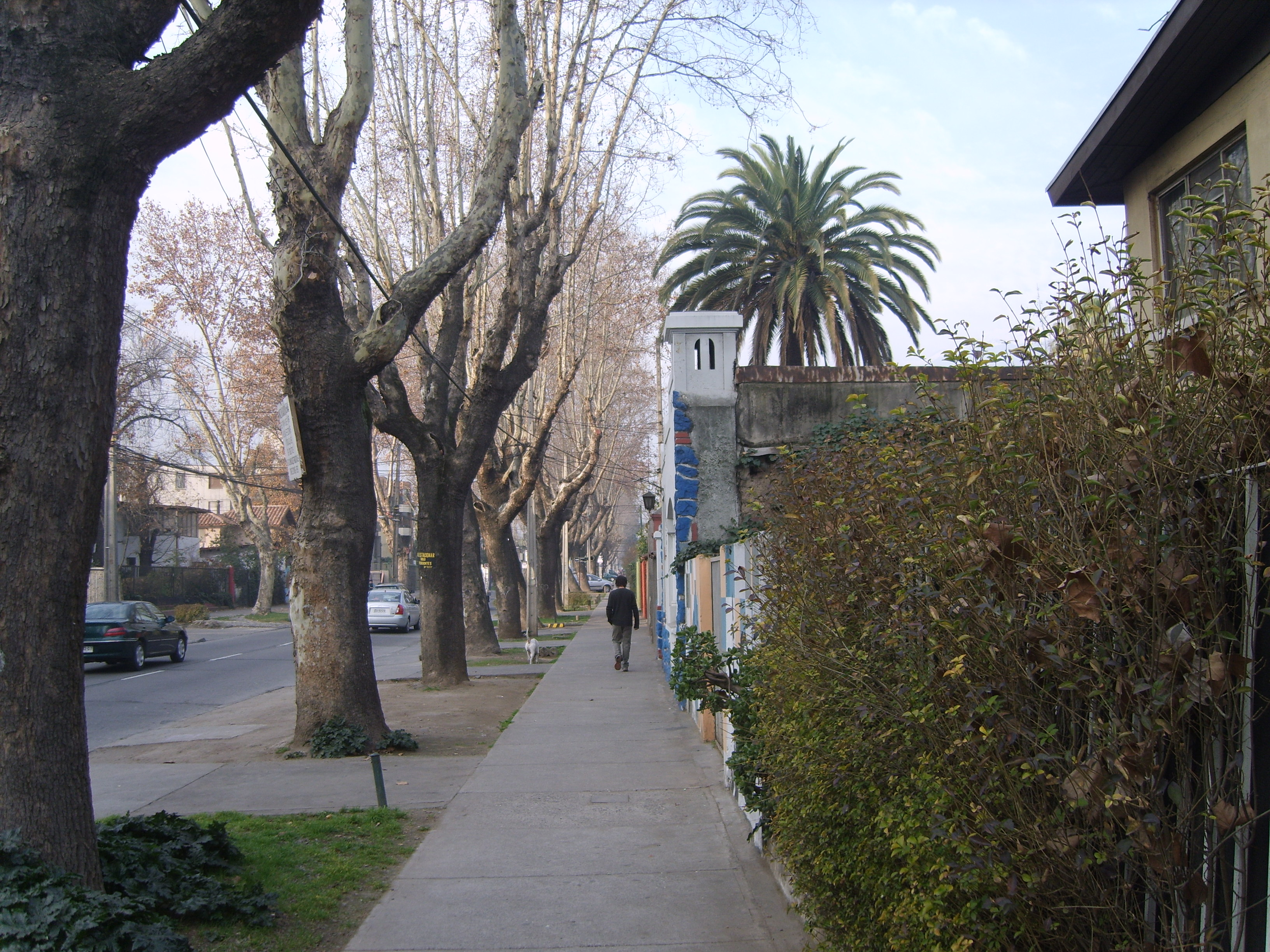
Проспект Сімон Болівар

Ла-Рейна (ісп. La Reina) — комуна в Чилі. Одна з міських комун міста Сантьяго. Входить до складу провінції Сантьяго і Столичного регіону.
Територія — 23 км². Чисельність населення — 92 787 мешканців (2017). Щільність населення — 4034,2 чол./км².

## Розташування
Комуна розташована на схід міста Сантьяго.
Комуна межує:
- на півночі — з комуною Лас-Кондес
- на півдні — з комуною Пеньялолен
- на заході — з комунами Провіденсія, Нюньйоа

## Відомі люди
Народились
- Фернандо Гонсалес — (нар. 1980) — чилійський тенісист

Померли
- Віолета Парра — (1917—1967) — чилійська співачка, поетеса, художниця та фольклористка
- Еріх Гонекер — (1912—1994) — німецький політичний діяч